# مستوى التركيز
مستوى التركيز هو مصطلح يُستخدم في علم البصريات لتحديد درجة حدة البصر التي يتم إنتاجها من العدسات، وعادة يتم وصفها بالمدى الذي يحدث للهدف عدم وضوح أو حدة.